# Loxodontomys micropus
Loxodontomys micropus là một loài động vật có vú trong họ Cricetidae, bộ Gặm nhấm. Loài này được Waterhouse mô tả năm 1837.